# Standaardtype NH 1 2 en 3
Standaardtype NH 1 2 en 3 zijn drie stationsontwerpen die zijn gebruikt voor zes stationsgebouwen langs de spoorlijn Neede - Hellendoorn in Nederland. In 2019 zijn er nog drie van deze stationsgebouwen aanwezig. 

## Standaardtype NH 1

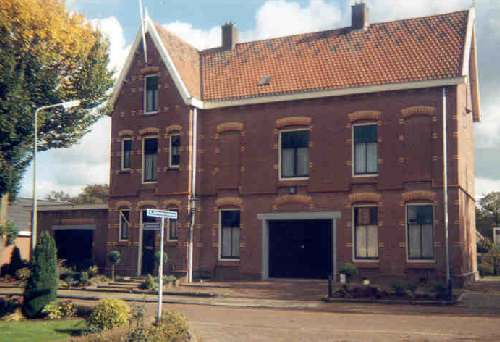
Station Diepenheim: type NH 1

- Station Diepenheim (1908), nog aanwezig.
- Station Hellendoorn (1908), gesloopt voor 1970.

## Standaardtype NH 2
- Station Goor West (1908), gesloopt voor 1970.
- Station Nijverdal Zuid (1908), gesloopt in 1973.

## Standaardtype NH 3
- Station Enter (1908), nog aanwezig maar zeer sterk verbouwd.
- Station Noordijk (1908), nog aanwezig.

Douma (Beilen) · 
Eijs-Wittem ·
GLS ·
GOLS ·
Harmelen ·
Hemmen ·
HESM ·
KNLS ·
Loppersum ·
NCS ·
NFLS ·
NH ·
NOLS ·
Randstadspoorhalte ·
Sneek ·
Sextant ·
Staatsspoorwegen ·
Velsen-Zeeweg ·
Vierlingsbeek ·
Visvliet ·
Voorstadshalte ·
Woldjerspoor ·
WZ ·
ZB